# 三矢雄二
三矢雄二（日语：三ツ矢 雄二，1954年10月18日—），日本男性配音員、旁白、演員、音響監督、音樂家、藝人。
出身於愛知縣豐橋市。身高158cm。A型血。

## 簡介
愛知高等學校、明治大學文學部文藝學科畢業。童星出身。
以前所屬的經紀公司有大橋巨泉事務所、青二Production、Production baobab（暨公司創立人之一）、Y·M·O（舊名Love Live）、Bring-up（代表）。
2009年1月19日，與同行日高範子共同成立小型事務所Combination之後，成為Combination所屬。
2017年1月9日，三矢在朝日電視台播放的節目『200位人氣聲優認真票選！聲優總選舉3小時SP』的排名中得到第24名。

## 演出
粗體字表示主要角色。

### 電視劇
NHK
- 名偵探（1967年）
- 海平太（1968年4月2日－1969年4月1日）－土井平太
- （1969年）
- （1970年5月18日－29日）－早乙女鶴龜
- 山河（1970年11月14日）
- 中學生日記（1972年）
- 姊妹（日语：少年ドラマシリーズ）（1974年1月1日）
- 還有第11人！（日语：11人いる!）（1977年1月2日）－恰可

富士電視網
- 富士電視台
  - 德川女刑罰繪卷（日语：徳川おんな絵巻 (テレビドラマ)） 第11話（1970年）－松平直矩（日语：松平直矩）
  - （1981年10月16日－1982年3月26日）－
  - 被搞錯的男人（日语：間違われちゃった男） 第2話&最終話客串（2013年4月20日、6月22日）
  - 天誅 ～黑暗懲罰人～（日语：天誅〜闇の仕置人〜）（2014年1月24日－3月14日）－東條光子

- 關西電視台
  - （1970年4月7日－6月30日）－小田島弘二

其它電視台
- 傳七捕物帳（日语：伝七捕物帳#1976.E5.B9.B4） 第107話（1976年2月3日，日本電視台）－定吉
- 刑事君 (第5部)（日语：刑事くん#第5部） 第3話（1976年6月21日，TBS）
- 人形佐七捕物帳（日语：人形佐七捕物帳 (1977年のテレビドラマ)） 第9話（1977年5月21日，朝日電視台）－松吉

### 真人電影
- 犬神家一族（日语：犬神家の一族 (1976年の映画)）（1976年）－犬神佐兵衛〈少年時期〉
- 再見德布西（日语：さよならドビュッシー#映画）（2013年1月）－工藤

### 電視動畫
1976年
- 小甜甜（阿齊波爾特·康威爾）
- 大空魔龍（喬治）
- 超電磁機器人 孔巴德拉V（葵豹馬）

1977年
- 棒球少年貫太（日语：一発貫太くん）（千葉）
- 激走！魯濱皇帝（速水俊介）
- 無敵巴拉達（加藤裕次）
- 小雙俠 (1977年版)（王子）

1978年
- 宇宙戰艦大和號2（新米俵太（日语：宇宙戦艦ヤマトシリーズの登場人物一覧#新米俵太）[5]）
- 淘氣小仙女（三太）[注 1]
- 無敵鋼人泰坦3（托尼、隊員B）

1979年
- 動畫紀行 馬可波羅的冒険（日语：アニメーション紀行 マルコ・ポーロの冒険）（陶斯、卡地夫、戴巴的兒子）
- 科學探險隊（自然夢人[6]）
- 人造人009 (1979年版)（培魯）
- Z超人（日语：ゼンダマン）（小鐵／Z超人1號[7]）
- 巴黎的伊莎貝爾（日语：巴里のイザベル）（讓）
- 哆啦A夢 (大山羨代版)（少年）
- 日本名作童話系列 赤鳥之心（日语：赤い鳥）（杜子春）
- 野玫瑰茱莉（日语：野ばらのジュリー）（艾倫）

1980年
- 宇宙戰士巴魯迪奧斯（洛伊）
- 原子小金剛 (1980年版)（プッコ）
- 魯邦三世 (TV第2系列)（日语：ルパン三世 (TV第2シリーズ)）（黑色淑女）

1981年
- 黃金戰士Gold Lightan（南條歐薩姆[8]、偵查戰士）
- 時空巡警隊救助超人（日语：タイムパトロール隊オタスケマン）（主稅）
- 六神合體雷霆王（馬古、薔薇騎士）

1982年
- 阿波羅之女（アキレウス）
- 早安！蘇龐克（日语：おはよう!スパンク） (小丑)
- 怪物小王子 (1980年版)
- 猿飛小忍者（日语：さすがの猿飛）（猿飛肉丸）
- 手塚治虫的吸血鬼在日本（會長）
- 我是妙殿下！（日语：パタリロ!）（洋蔥部隊）
- 魔法公主 明琪桃子（日语：魔法のプリンセス ミンキーモモ）（馬克）

1983年
- 足球小將翼 (昭和版)（新田瞬）
- 銀河疾風（鮑比）
- 聖戰士鄧拜音（比比·波）
- 停止!! 雲雀（板垣大助〈坂本耕作的親友〉）
- Pure島的朋友們（日语：ピュア島の仲間たち）
- 奈奈子SOS（日语：ななこSOS）（四谷智茂）
- 無敵三四郎（單晶片的源）
- 喬琪姑娘（日语：ジョージィ!）（洛威爾）

1984年
- 玻璃假面 (1984年版)（櫻小路優）
- The♥南瓜酒（夢二）

1985年
- 蒼藍流星SPT雷茲納（基烏拉）
- 鄰家女孩（上杉達也）

1986年
- 綠野仙蹤（チックタック）
- 聖鬥士星矢（處女座 沙加）
- 高校！奇面組（日语：ハイスクール!奇面組）（一日一善、安藤呂井人）
- Bug甜心（日语：Bugってハニー）（萬那普）
- 嘿！奔奔（奔奔）

1987年
- 城市獵人（蛾眉丸信二）
- 陽光普照（日语：陽あたり良好!）（高杉勇作）

1988年
- 奇天烈大百科（冬冬〈尖浩二〉、應試生）
- 聖鬥士星矢（η瑤光星豎琴米梅）

1989年
- 搞怪刑事（日语：がきデカ）
- 麵包超人（1989年—，黴菌小鬼、漢堡小子、炸豬排飯人、A〈初代〉、〈第3代〉、鋼琴人〈第3代〉、 等）
- 超時空遊俠（神童隼人）
- T.P.時光特警（並平凡）
- 七龍珠Z（古雷格利）
- YAWARA！（錦森）
- 亂馬½、亂馬½ 熱鬥篇（東風大夫〈小乃東風〉（日语：小乃東風））

1990年
- 如風如雲（菊凶）
- （炸豬排飯人）

1991年
- 麵包超人（烏雲）

1992年
- 奇天烈大百科（冬冬的父親〈少年時期〉）
- 麵包超人（鳥）

1994年
- 小紅帽恰恰（蘇凱斯、約達斯、海戴陽）
- 奇天烈大百科（舊石器時代的小孩）
- SAMURAI SPIRITS ～破天降魔之章～（千兩狂四郎）
- 麵包超人（Yo-yo人、膠帶蝸牛〈黃色〉）
- 七龍珠Z（東界王神→吉比特界王神）

1995年
- H2（國見太郎）
- 守護天使莉莉佳（森谷胡桃）

1997年
- 麵包超人（紅細菌人）

1998年
- 鄰家女孩 Miss Lonely Yesterday 在那之後的你…（上杉達也）

1999年
- 仙魔大戰2000（日语：ビックリマン2000）（旁白）
- 徽章戰士（プリミティーベビー）

2001年
- 鄰家女孩 CROSS ROAD ～風之速～（上杉達也）
- PaRappa the Rapper（日语：パラッパラッパー）（章魚山）

2004年
- 龍王傳說（スケルトン）

2006年
- 妖怪人間貝姆 (2006年版)（ウィー·ウィリー·ウィンキー）

2007年
- 鋼鐵三國志（曹操孟德）

2008年
- 丸少爺（シルバー）
- 星際寶貝：神奇大冒險（獨眼霹靂）

2009年
- 空中鞦韆（伊良部一郎〈大、中〉）
- 星際寶貝：外星大冒險（獨眼霹靂）

2010年
- 星際寶貝：神奇大冒險 ～最棒的朋友～（獨眼霹靂）
- 變身公主（塔特）

2011年
- C（井種田）
- 數碼寶貝合體戰爭 穿越時空的少年獵人們（巨星獸）
- 美食獵人（格林帕吉）
- Dororon炎魔君 熊～熊燃燒（日语：Dororonえん魔くん メ〜ラめら）（百手）
- 日常（第19話預告旁白）
- 名偵探柯南／魔術快斗（藤江）

2012年
- 足球騎士（五島、竹田〈竹田伸司〉）
- GON -小恐龍阿貢-（巧洛[9]）
- 星際寶貝與砂之惑星（獨眼霹靂）
- Smile 光之美少女！（鬼牌）

2013年
- 銀之匙 Silver Spoon（校長[10]）

2014年
- 宇宙浪子（社長[11]）
- 七龍珠改（東界王神→吉比特界王神）

2015年
- 星際寶貝：神奇大冒險 PERFECT MOMORY（獨眼霹靂）
- ONE PIECE（皮卡）

2016年
- 牙狼〈GARO〉-紅蓮之月-（源融[12]）

2017年
- 時空飛船24（三藏法師）

2018年
- 伊藤潤二驚選集（雙一[13]）
- POP TEAM EPIC（POP子（第1話B段））
- PERSONA5 the Animation（鴨志田卓）
- 深夜！天才妙老爹（日语：深夜!天才バカボン）（安達充老師）

2019年
- 聖鬥士星矢 聖鬥少女翔（處女座 沙加）

2025年
- 名偵探柯南（石川元氣）

### OVA
1985年
- 輕井澤症候群（日语：軽井沢シンドローム）（松沼純生）
- 無限地帶23（墨里）

1986年
- 魔女（關壽）
- 佛典故事（弥勒菩萨）

1988年
- 宇宙家族卡爾賓（日语：宇宙家族カールビンソン）（安迪）
- 宇宙戰士（卡爾）
- 吸血姬美夕（雷姆雷斯）
- 妖精王（日语：妖精王）（爵／前代王）

1989年
- 神州魑魅變（日语：神州魑魅変）（京極小四郎）
- 敵人士海賊 ～貓咪們的饗宴～（日语：敵は海賊〜猫たちの饗宴〜）（阿普羅）
- Hi-SPEED JECY（日语：ハイスピード・ジェシー）（傑西·摩爾）

1990年
- 幸福的形式（日语：しあわせのかたち）（高野）
- 魔物獵人妖子（真野圓）

1991年
- 是我，夕子（日语：おれ、夕子）（史用功）
- 銀河英雄傳說（海因里希·馮·邱梅爾）

1992年
- OZ（日语：OZ (樹なつみの漫画)）（里昂·艾普史坦）

1994年
- 魔物獵人妖子5 光陰霸王之亂（真野圓）
- 幽幻怪社（成田東）

1995年
- 魔物獵人妖子²（真野圓）

2002年
- 聖鬥士星矢 冥王黑帝斯十二宮篇（日语：聖闘士星矢 冥王ハーデス編）（處女座 沙加）

2006年
- 聖鬥士星矢 冥王黑帝斯冥界篇（日语：聖闘士星矢 冥王ハーデス編）（處女座 沙加）

### 電影動畫
1980年
- Z超人：這是金字塔的神秘盒子！Z超人（日语：ゼンダマン#劇場版）（小鐵／Z超人1號）

1981年
- 時空巡警隊救助超人：艾塔莎的結婚宴會!?（日语：タイムパトロール隊オタスケマン#劇場版）（小鐵／Z超人1號）
- 通向夏天的大門（日语：夏への扉 (漫画)）（克洛德）

1982年
- 劇場版 六神合體Godmars（馬古）

1983年
- 哆啦A夢：大雄的海底鬼岩城（水中越野車白崎）

1985年
- 哆啦A夢：大雄的宇宙小戰爭（羅哥羅哥）

1986年
- 鄰家女孩：沒有背號的王牌投手（上杉達也）
- 鄰家女孩2：再見的禮物（上杉達也）
- 哆啦A夢：大雄與鐵人兵團（米克羅斯）

1987年
- 聖鬥士星矢：邪神艾莉絲（天琴座奧菲斯）
- 鄰家女孩3：在你離開之後（上杉達也）
- Bug甜心：Megarom少女舞4622（日语：Bugってハニー）（萬那普）
- 高爾夫頑童猿丸：甲賀秘境！影之忍法高爾夫晉見！（影王丸）

1988年
- 哆啦A夢：大雄的平行西遊記（時光機）
- 陽光普照：KA·SU·MI 夢中有你（日语：陽あたり良好!#劇場版アニメ）（高杉勇作）

1989年
- 麵包超人：亮晶晶星的眼淚（日语：それいけ!アンパンマン キラキラ星の涙）（炸豬排飯人）
- 哆啦A夢：大雄的日本誕生（時光機）

1990年
- 老爺爺改造講座（日语：おじさん改造講座）（秋田〈角髪〉）
- 麵包超人：細菌人大反攻（日语：それいけ!アンパンマン ばいきんまんの逆襲）（炸豬排飯人、漢堡小子）

1991年
- 麵包超人：紅精靈的心跳月曆（日语：それいけ!アンパンマン とべ! とべ! ちびごん）（炸豬排飯人）
- 劇場版 神通小精靈（日语：まじかる☆タルるートくん (1991年の映画)）（塔幫巴）

1992年
- 麵包超人：積木城的秘密（日语：それいけ!アンパンマン つみき城のひみつ）（炸豬排飯人、積木人、積木城兵隊、摺紙人）
- 麵包超人：麵包超人與愉快的夥伴們（日语：それいけ!アンパンマン つみき城のひみつ#それいけ!アンパンマン アンパンマンとゆかいな仲間たち）（炸豬排飯人）

1993年
- 麵包超人：恐龍諾西歷險記（日语：それいけ!アンパンマン 恐竜ノッシーの大冒険）（炸豬排飯人、恐龍族群）

1994年
- 麵包超人：莉莉卡與魔幻魔法學校（日语：それいけ!アンパンマン リリカル☆マジカルまほうの学校）（炸豬排飯人）
- 麵包超人：大家集合！麵包超人世界（日语：それいけ!アンパンマン リリカル☆マジカルまほうの学校#それいけ!アンパンマン みんな集まれ! アンパンマンワールド）（炸豬排飯人）
- 幽☆遊☆白書：冥界死鬥篇 炎之絆（魔舎裏）

1996年
- 麵包超人：飛行繪本與玻璃鞋（日语：それいけ!アンパンマン 空とぶ絵本とガラスの靴）（炸豬排飯人、漢堡小子）

1997年
- 麵包超人：彩虹金字塔（日语：それいけ!アンパンマン 虹のピラミッド）（炸豬排飯人、沙漠巨人）
- 浪客劍心：給維新志士的安魂曲（旁白）

1999年
- 麵包超人：麵包超人與開心的夥伴們（日语：それいけ!アンパンマン 勇気の花がひらくとき#それいけ!アンパンマン アンパンマンとたのしい仲間たち）（炸豬排飯人、漢堡小子）

2001年
- 櫻花大戰 活動寫真（日语：サクラ大戦 活動写真）（江戶川夢聲[14]）
- 麵包超人：垃圾獸之星（日语：それいけ!アンパンマン ゴミラの星）（炸豬排飯人）

2002年
- 麵包超人：螺旋與夢拉浮雲城的秘密（日语：それいけ!アンパンマン ロールとローラ うきぐも城のひみつ）（炸豬排飯人）

2006年
- 麵包超人：生命之星朵莉（日语：それいけ!アンパンマン いのちの星のドーリィ）（炸豬排飯人）
- 麵包超人：藍精靈與藍色眼淚（日语：それいけ!アンパンマン いのちの星のドーリィ#それいけ!アンパンマン コキンちゃんとあおいなみだ）（炸豬排飯人）

2007年
- 麵包超人：骷髏人與骷髏骷髏子（炸豬排飯人）

2008年
- 麵包超人：妖精琳琳的秘密（炸豬排飯人）
- （炸豬排飯人）

2010年
- 麵包超人：黑鼻子與魔法之歌（日语：それいけ!アンパンマン ブラックノーズと魔法の歌）（炸豬排飯人）
- 麵包超人：跑吧！興奮的麵包超人盃（日语：それいけ!アンパンマン ブラックノーズと魔法の歌#それいけ!アンパンマン はしれ!わくわくアンパンマングランプリ）（炸豬排飯人、漢堡小子）

2012年
- 蠟筆小新：我和我的宇宙公主（馬茲馬茲帥哥大臣[15]）
- 柳瀨嵩劇場：春之笛（日语：やなせたかしシアター#ハルのふえ）（老鼠）

2013年
- 七龍珠Z：神與神（吉比特界王神）
- 劇場版 美食獵人TORIKO -美食神的超食寶-（格林帕吉）

2014年
- 麵包超人：蘋果小子和大家的願望（日语：それいけ!アンパンマン りんごぼうやとみんなの願い）（漢堡小子）

2015年
- （炸豬排飯人）

2018年
- 麵包超人：閃耀吧！庫倫與生命之星（日语：それいけ!アンパンマン かがやけ!クルンといのちの星）（炸豬排飯人）
- 貓企劃（父[16]）

### 網路動畫
2015年
- 聖鬥士星矢 黃金魂 -soul of gold-（處女座 沙加）

2019年
- 聖鬥士星矢：黃道十二宮戰士（處女座 沙加[17]）

### 遊戲
1990年
- 亂馬½（東風大夫〈小乃東風〉（日语：小乃東風））[注 2]

1994年
- 七龍珠Z 超武鬥傳3（界王神）

1995年
- 七龍珠Z Ultimate Battle 22（日语：ドラゴンボールZ Ultimate Battle 22）（界王神）
- 七龍珠Z 真武鬥傳（日语：ドラゴンボールZ 真武闘伝）（界王神）

1996年
- 新超級機器人大戰（日语：新スーパーロボット大戦）（基烏拉、狙撃兵）
- 第4次超級機器人大戰S（葵豹馬）
- 七龍珠Z 偉大龍珠傳說（日语：ドラゴンボールZ 偉大なるドラゴンボール伝説）（界王神）

1997年
- 超級機器人大戰F（葵豹馬）

1998年
- 超級機器人大戰F完結篇（葵豹馬）
- 這是飛船呦（日语：ボカンですよ）（小鐵／Z超人1號）
- 雙界儀（日语：双界儀）（寄神）
- 勇敢的劍士 武藏傳（士兵）

1999年
- 超級機器人大戰完全版

2000年
- 再見了宇宙戰艦大和號 愛的戰士們（日语：さらば宇宙戦艦ヤマト 愛の戦士たち）（新米俵太（日语：宇宙戦艦ヤマトシリーズの登場人物一覧#新米俵太））
- 超級機器人大戰α（葵豹馬）

2001年
- 櫻花大戰3 ～巴黎在燃燒嗎～（マスク·ド·コルボー）
- 超級機器人大戰α外傳（葵豹馬）
- 飛船GoGoGo（日语：ボカンGoGoGo）（小鐵／Z超人1號）
- 真實機器人兵團（日语：リアルロボットレジメント）（葵豹馬）

2002年
- 王國之心（芬凱爾史坦）
- 超級機器人大戰IMPACT（日语：スーパーロボット大戦IMPACT）（葵豹馬）

2003年
- 超級機器人大戰Scramble Commander（日语：スーパーロボット大戦Scramble Commander）（葵豹馬）
- 第2次超級機器人大戰α（葵豹馬）

2004年
- 七龍珠Z2（日语：ドラゴンボールZ2）（界王神）

2005年
- 王國之心II（芬凱爾史坦、提蒙）
- 聖鬥士星矢 聖域十二宮篇（日语：聖闘士星矢 聖域十二宮編）（處女座沙加）
- 第3次超級機器人大戰α 終焉之銀河（葵豹馬）
- 天外魔境III NAMIDA（金持皇子）
- 七龍珠Z3（日语：ドラゴンボールZ3）（界王神）
- 七龍珠Z Sparking！（日语：ドラゴンボールZ Sparking!）（界王神）

2006年
- 七龍珠Z Sparking！NEO（日语：ドラゴンボールZ Sparking! NEO）（界王神）

2007年
- 超級機器人大戰Scramble Commander the 2nd（日语：スーパーロボット大戦Scramble Commander the 2nd）（葵豹馬）
- 聖鬥士星矢 冥王十二宮篇（日语：聖闘士星矢 冥王ハーデス編#ゲーム）（處女座 沙加）
- 七龍珠Z 真武道會2（日语：ドラゴンボールZ 真武道会2）（界王神）
- 七龍珠Z Sparking！METEOR（日语：ドラゴンボールZ Sparking! METEOR）（界王神）

2008年
- 超級機器人大戰A PORTABLE（葵豹馬）

2009年
- 七龍珠 迅猛炸裂（日语：ドラゴンボール レイジングブラスト）（界王神）

2010年
- 七龍珠 搭檔對決（日语：ドラゴンボール タッグバーサス）（界王神）

2011年
- 第2次超級機器人大戰Z 破界篇（馬古）
- 聖鬥士星矢戰記（日语：聖闘士星矢戦記）（處女座 沙加）
- 七龍珠群雄（界王神）

2012年
- Kinect :／（雷克斯）
- 美食獵人 美食求生戰！2（日语：トリコ グルメサバイバル!2）（格林帕吉）
- 美食獵人 美食怪獸！（日语：トリコ グルメモンスターズ!）（格林帕吉）

2013年
- 聖鬥士星矢 英勇鬥士（日语：聖闘士星矢 ブレイブ・ソルジャーズ）（處女座沙加）
- 數碼寶貝大冒險（妖精獸）[注 3]
- 美食獵人 超美食大戰！（日语：トリコ グルメガバトル!）（格林帕吉）

2014年
- CV ～CASTING VOICE～（日语：CV 〜キャスティングボイス〜）（菅原義昭[18]）

2015年
- 女友伴身邊（惡辣妹男[19]）
- 聖鬥士星矢 鬥士之魂（處女座沙加、η瑤光星豎琴米梅）

2016年
- 勇者鬥惡龍 英雄集結II 雙子之王與預言的終焉（澤比翁王[20]、魔王札拉姆）
- ONE PIECE 秘寶尋航（皮卡）
- 女神異聞錄5（鴨志田卓）

2017年
- 足球小將翼 ～奮戰夢幻隊～（日语：キャプテン翼 (ゲーム)#KLab）（新田瞬[21]）
- 異度神劍2（蜜蜜）

2018年
- 女神異聞錄Q2 新電影迷宮（鴨志田俠）

2019年
- 超級機器人大戰X-Ω（日语：スーパーロボット大戦X-Ω）（葵豹馬）
- 王國之心III（抱抱龍）

### 外語配音

#### 演員
邁克爾·J·福克斯
- 回到未來系列（馬蒂·麥佛萊）
  - 回到未來 ※朝日電視台版[注 4]。
  - 回到未來II ※朝日電視台版[注 4]。
  - 回到未來III（馬蒂·麥佛萊、薩慕斯·麥佛萊）※朝日電視台[注 4]、日本電視台版。
- 燈紅酒綠（英语：Bright Lights, Big City (film)）（傑米·康威）※VHS版。
- 一家之鼠（史都華·李〈配音〉）※日本電視台版。
- 少狼（斯科特·霍華德）※朝日電視台版[注 5]。

#### 電影
- 愛麗絲夢遊仙境 (1972年電影)（睡覺的老鼠〈達德利·摩爾（英语：Dudley Moore）〉）※VHS版。
- 阿瑪迪斯（沃爾夫岡·阿馬德烏斯·莫扎特〈湯姆·哈斯〉）
- 美國風情畫（泰瑞·“蟾蜍”·菲爾德〈查爾斯·馬丁·史密斯〉）※TBS版。
- 壞藥方（英语：Bad Medicine (film)）（傑夫·馬克斯〈斯蒂夫·古根伯格〉）※東京電視台版。
- 少棒闖天下（英语：The Bad News Bears）（凱利·李克〈傑基·厄爾·哈利〉）※日本電視台版。
- 少棒闖天下2（英语：The Bad News Bears in Breaking Training）（凱利·李克〈傑基·厄爾·哈利〉）※日本電視台、朝日電視台版。
- 巴頓芬克（巴頓·芬克〈約翰·特托羅〉）※VHS版。
- 鐵血軍營（詹森〈凱利·沃德（英语：Kelly Ward）〉）
- 藍色珊瑚礁（理查·萊斯特蘭奇〈克里斯多夫·阿特金斯（英语：Christopher Atkins）〉）
- 走夜路的男人（英语：The Bonfire of the Vanities (film)）（謝爾曼·麥考伊〈湯姆·漢克斯〉）
- 凶靈（比利·諾蘭〈約翰·屈伏塔〉）※TBS版。
- 魔法靈貓（英语：The Cat in the Hat (film)）（漢克·亨伯弗洛布〈肖恩·海斯〉）
- 超世紀封神榜（格賴埃魔女）※朝日電視台版。
- 聯邦大蠢探（英语：Corky Romano）（科爾基·羅馬諾〈克里斯·卡坦〉）
- 夜魔水晶（英语：The Dark Crystal）（顏〈史蒂芬·加利克（英语：Stephen Garlick）〉）※VHS版。
- 餐館（英语：Diner (film)）（勞倫斯·“什里維”·施賴伯〈丹尼爾·斯特恩〉）※TBS版。
- 剃刀邊緣（彼得·米勒〈凱斯·高登（英语：Keith Gordon）〉）※TBS版。
- 肥龍過江（高〈陸柱石〉）※富士電視台版。
- 家族企業（英语：Family Business (film)）（Adam McMullen〈馬修·波特歷〉）
- 第五元素（Ruby Rhod〈克里斯·塔克〉）※朝日電視台版[注 6]。
- 鳳凰號（Elliot〈喬瓦尼·瑞比西〉）
- 十三號星期五4（英语：Friday the 13th: The Final Chapter）（Ted〈Lawrence Monoson〉）※日本電視台版。
- 十三號星期五5（英语：Friday the 13th: A New Beginning）（Jake〈Jerry Pavlon〉）※朝日電視台版。
- 十三號星期五6（英语：Friday the 13th Part VI: Jason Lives）（Cort〈Tom Fridley〉）※富士電視台版。
- 吸血鬼就在隔壁 (1985年電影)（英语：Fright Night）（Edward "Evil Ed" Thompson〈Stephen Geoffreys〉）※朝日電視台版。
- 老查的故事（Cody Taylor）
- 加菲貓（Louis〈Nick Cannon〉）
- 魔鬼剋星 (2016年電影)（Jonathan／劇院主人〈Michael McDonald〉）
- 早安越南（Steven Hauk少尉〈Bruno Kirby〉）※VHS版。
- 小鬼當家2（Cedric〈勞勃·許奈德〉）※富士電視台版。
- 蟑螂總動員（英语：Joe's Apartment）（Ralph〈Billy West〉）
- 粗野少年族（英语：The Lost Boys）（Sam Emerson〈Corey Haim〉）※富士電視台版。
- 異形奇花（英语：Little Shop of Horrors (1986 film)）（西摩·克雷爾伯恩〈里克·莫拉尼斯〉）
- MIB星際戰警2（邁克爾·傑克遜[注 7]）※劇院公映版。
- MIB星際戰警3（葛瑞芬〈麥可·斯圖巴〉）※劇院公映版[注 8]。
- 罪惡金錢（英语：Mo' Money）（西摩·史都華〈馬龍·韋恩斯〉）
- 老媽之夜（英语：Moms' Night Out）（肖恩〈辛·艾斯丁〉）
- 捕鼠記（拉斯·斯蒙茨〈李·伊萬斯（英语：Lee Evans (comedian)）〉）※TBS版。
- 環太平洋系列（赫曼·葛里布〈伯恩·戈曼〉）
  - 環太平洋[22]
  - 環太平洋2：起義時刻[23]
- 沉睡百萬年（Walter〈Dennis Dun〉）※朝日電視台版[注 4]。
- A計劃（太保〈張嘉年〉）※朝日電視台、WOWOW版。
- 一級玩家（短髮研究員[24]）
- 頑皮豹之黑幫剋星（英语：Revenge of the Pink Panther）（克勞德·盧梭〈邁克爾·貝爾（英语：Michael Bell (actor)）〉）
- 尖峰時刻（詹姆士·卡特〈克里斯·塔克〉）※機上版。
- 霹靂五號（強尼5號〈提姆·布萊尼（英语：Tim Blaney）〉）
- 霹靂五號2（英语：Short Circuit 2）（強尼5號〈提姆·布萊尼）※VHS版。
- 晶兵總動員（Insaniac〈Michael McKean〉）※日本電視台版。
- 藍色小精靈2（Vanity Smurf〈約翰·奧利弗〉）
- 美人魚 (1984年電影)（Allen Bauer〈Tom Hanks〉）
- 驚逢敵手（英语：Steal Big Steal Little）（Eddie Agopian〈Joe Pantoliano〉）
- 忍者龜（米開朗基羅）※VHS版。
- 凡赫辛（卡爾〈大衛·溫漢〉）※朝日電視台版。
- 風雲際會（英语：Willow (film)）（威爾洛·烏夫古德〈瓦威克·戴維斯〉）※TBS版。
- 蓋普眼中的世界（羅伯塔·馬爾登〈約翰·利思戈〉）
- 限制級戰警（托比·李〈邁克爾·路夫（英语：Michael Roof）〉）※DVD版。
- 限制級戰警2：極限公國（托比·李〈邁克爾·路夫〉）※DVD版。
- 少年福爾摩斯（英语：Young Sherlock Holmes）（約翰·華生〈艾倫·考克斯（英语：Alan Cox (actor)）〉）※朝日電視台版。

#### 電視影集
- 家有阿福（瑞克）
- 驚異傳奇（英语：Amazing Stories (1985 TV series)）
- 黑名單 (第3季)（Figaro[25]）
- 歡樂滿屋（Steve Urkel）
- 布偶影集系列
  - 布偶奇遇記（英语：Fraggle Rock）（Wembley Fraggle〈Steve Whitmire〉）
  - 今夜布偶秀（英语：Muppets Tonight）（馬丁·肖特[注 7]）
- 激流（英语：Riptide (U.S. TV series)）（Murray "Boz" Bozinsky〈Thom Bray〉）
- Soap（英语：Soap (TV series)）（Jodie Dallas〈比利·克里斯托〉）
- 威爾與格蕾絲（Jack McFarland〈肖恩·海斯〉）

#### 動畫
- 丁丁歷險記：七種水晶球與太陽神殿（日语：タンタンの長編アニメーション映画）（丁丁）
- 老鼠也移民（Digit〈Will Ryan〉）
- 雪地靈犬2（英语：Balto II: Wolf Quest）（Muru〈Peter MacNicol〉）
- 迪士尼米老鼠群星會（英语：Disney's House of Mouse）（Timon、Card）
- 尖叫旅社（Mummy〈CeeLo Green〉[26]）
  - 尖叫旅社2（Murray〈基根-麥可·奇〉）
- 歷險小恐龍（英语：The Land Before Time）系列（Petrie〈Will Ryan〉）
- 獅子王系列（Timon）
  - 小獅王守護隊（英语：The Lion Guard）
  - 獅子王
  - 獅子王2：辛巴的榮耀
  - 獅子王3：哈庫那馬他他
  - 彭彭丁滿歷險記
- 樂一通（Speedy Gonzales）
  - 樂一通秀
- 怪獸電力公司（巨大Rex〈Wallace Shawn〉、Michael "Mike" Wazowski〈預告片〉）
- 怪誕城之夜（Finklestein〈William Hickey〉）
- 奧麗華歷險記（提托〈切奇·馬林〉）
- 機器人歷險記（提姆〈保羅·吉亞瑪提〉）
- 星際大戰：複製人之戰 (2008年動畫)（扎扎·賓客斯）
- 忍者龜 (1987年東京電視台版)（米開朗基羅）※東和視頻版。
- 拇指姑娘 (1994年電影動畫)（田鼠小姐〈卡蘿爾·錢寧〉）
- 玩具總動員系列（抱抱龍〈華萊士·肖恩〉）
  - 巴斯光年的星際使命
  - 玩具總動員
  - 玩具總動員2
  - 玩具總動員3
  - 玩具總動員：夏威夷假期
  - 玩具總動員：小玩具
  - 玩具總動員：派對恐龍
- 恐龍物語之回到未來（英语：We're Back! A Dinosaur's Story (film)）（沃爾布〈傑·雷諾〉）

### 特攝影集
1980年
- 星星艦隊（PP的配音）

2012年
- 假面騎士×假面騎士 Wizard & Fourze MOVIE大戰Ultimatum（Gara的配音[27]）

2018年
- 快盜戰隊魯邦連者VS警察戰隊巡邏連者（Good Striker的配音[28]）
- 快盜戰隊魯邦連者VS警察戰隊巡邏連者 en film（Good Striker的配音）

### 人偶劇
- 地球防衛軍Terrahawks（日语：地球防衛軍テラホークス）（寶貝星）
- 布丁布丁物語（日语：プリンプリン物語）（我的王子、莫耶）
- 兒童人偶劇場（日语：こどもにんぎょう劇場）
  - 「稻草富翁」（五兵衛）
  - 「靈芝草」
- 布偶奇遇記（日语：フラグルロック）（溫布里·弗拉格）

### 電視節目（常態出演）
- 拜託了！排行榜 GOLD（日语：お願い!ランキング）（「雄二的直截了當房間」主要主持人[注 9]，朝日電視台，2011年10月13日－）
- 森田一義時間 笑一笑又何妨！（週三常態來賓〈隔週〉，富士電視台，2012年4月4日－2013年3月27日）
- 成為一家人（吧）（日语：家族になろう（よ））（旁白，東京電視台，2012年4月13日－9月7日）
- 驕傲LIVE 押上NOW（日语：東京スカイツリータウン MXご自慢ライブ）→東京天空樹 MX的驕傲LIVE（日语：東京スカイツリータウン MXご自慢ライブ）（TOKYO MX，2012年5月27日－2013年3月31日）

### 電視節目
- R的法則 聲優對決 ～秋之陣～（浦島太郎 等，2012年10月8日播出，NHK教育）
- 直截了當寺院（日语：お坊さんバラエティ ぶっちゃけ寺）&阿Q猜謎王!!（日语：クイズプレゼンバラエティー Qさま!!） 3小時合體特別節目（出題特別旁白，2015年9月7日播出，朝日電視台）

### 廣播
※記號表示說明網路廣播。
- 動畫托比亞（日语：アニメトピア）（大阪放送 等，1980年－1983年）
- 動畫NOW！（日语：アニメNOW!）（文化放送，1981年－1982年）
- Pair Pair Animage（日本電台→文化放送→日本電台，1983年－）
- 週一（Radio Tampa，1983年－1986年）
- （三矢3+日高3）2=?!（2006年－）※
- （特別嘉賓，2009年4月9日）[29]
- 東京REMIX族（日语：東京REMIX族）（J-WAVE，2011年）

### CD
- Collage（1986年6月21日）
- 上杉達也 Touch in Memory（1987年2月21日）
- Sound of Silence（1998年9月23日，「I am a Rock」與「惡水上的大橋（日语：Bridge over Troubled Water (song)）」的翻唱）
- 櫻花大戰 廣播劇CD系列（江戶川夢聲）
- 鄰家女孩 Music Flavor3（收錄在「我們的Someday」）
- 富士見二丁目交響樂團系列 紅靴瓦爾茲

### 廣告旁白
- V（1976年）
- 日本家樂氏「家樂氏可可力」（可可君（日语：チョコくん））
- CASIO「Loopy」
- 明治巧克力條 惡魔君（1989年）
- 「箸切 2出編」（2012年2月）

### 唱片（LP）
- Moskau（baobab singers成員名義，1979年）
- 香（1980年5月5日，SKS-120）
- 時空巡警隊救助超人 歌曲音樂集（日语：タイムパトロール隊オタスケマン）（Z超人1號）
- to NICOLE（1980年12月5日，K25A-117）
- MODERN BOY（1981年7月5日，K25A-175）
- FOUR
- IT BOY
- Say It's Love（1984年3月21日，K28A-504）[30]

### 唱片（EP）
- ！（1980年11月21日，K07S-126）
- （1981年8月5日）
- 一度（1981年，K07S-181）

### 其它
- （負責唱歌）
- 星河之旅（日语：スター・ツアーズ）（東京迪士尼樂園 遊樂設施 Captain Rex）
- 星際旅行: 冒險續航（日语：スター・ツアーズ:ザ・アドベンチャーズ・コンティニュー）（東京迪士尼樂園 遊樂設施 Captain Rex）
- （王〈王子））
- 櫻花大戰 歌謠Show（江戶川夢聲）
- Star爆笑Q&A（日语：スター爆笑Q&A）（VTR旁白，讀賣電視台）
- 志摩西班牙村·
- AniP -Anime Producers（日语：あにP）（TOKYO MX，旁白）

## 音響監督作品（錄音演出）

### 電視動畫
1996年
- 水色時代[31]

1997年
- 浪客劍心[注 10]

1998年
- 機甲發明小子[注 11]

1999年
- 變形金剛Neo（日语：ビーストウォーズネオ 超生命体トランスフォーマー）
- 仙魔大戰2000（日语：ビックリマン2000）
- 徽章戰士

2000年
- 變形金剛：Car Robot（日语：トランスフォーマー カーロボット）
- 遊☆戲☆王 怪獸之決鬥

2001年
- 破壊魔定光

2002年
- 真·女神轉生D 惡魔之子 光之書與闇之書
- 哨聲響起

2004年
- 吟遊默示錄
- 遊☆戲☆王 怪獸之決鬥GX[注 11]

2005年
- capeta
- 涼風

2006年
- 家庭教師HITMAN REBORN！[注 11]

2007年
- 鋼鐵三國志
- Master of Epic The Animation Age

2009年
- 料理偶像

### 電影動畫
2004年
- 雲之彼端，約定的地方

2007年
- 秒速5公分

2011年
- 追逐繁星的孩子

### 遊戲
1998年
- 雙界儀（日语：双界儀）
- 勇敢的劍士 武藏傳

## 腳註

## 外部連結
- 三矢雄二（页面存档备份，存于） （日語）－日本電影資料庫
- 三矢雄二（页面存档备份，存于） （日語）－allcinema（日语：allcinema）
- 三矢雄二（页面存档备份，存于） （日語）－KINENOTE（日语：キネマ旬報映画データベース）
- Yūji Mitsuya在互联网电影资料库（IMDb）上的資料（英文）
- 三矢雄二 Movie Walker（页面存档备份，存于） （日語）
- （日語）－三矢雄二的官方個人部落格。
- 三矢雄二的X（前Twitter）（2015年7月11日－）（日語）
- 株式會社Combination公式官網的聲優簡介 （日語）
- 外語配音動畫參演作品：樂一通秀（卡通頻道日本官網）（页面存档备份，存于） （日語）